# Championnats de France de patinage artistique 1963
Navigation
Championnats de France 1962 Championnats de France 1964
Les championnats de France de patinage artistique 1963 ont eu lieu en janvier 1963 à la patinoire olympique de Boulogne-Billancourt pour 4 épreuves : simple messieurs, simple dames, couple artistique et danse sur glace.

## Faits marquants
- Le titre de la compétition des couples artistiques n'a pas été décerné.

## Podiums
| Épreuves                            | Or                           | Argent                                       | Bronze                           |
| Messieurs résultats détaillés       | Alain Calmat                 | Robert Dureville                             | Philippe Pélissier               |
| Dames résultats détaillés           | Nicole Hassler               | Micheline Joubert                            | Geneviève Burdel                 |
| Couples résultats détaillés         | -                            | -                                            | -                                |
| Danse sur glace résultats détaillés | Armelle Flichy / Pierre Brun | Ghislaine Bertrand-Houdas / Francis Gamichon | Brigitte Martin / Daniel Georget |

## Détails des compétitions
(Détails des compétitions encore à compléter)

### Messieurs
| Rang | Nom                |
| ---- | ------------------ |
| 1    | Alain Calmat       |
| 2    | Robert Dureville   |
| 3    | Philippe Pélissier |
| 4    |                    |
| 5    |                    |

### Dames
| Rang | Nom               |
| ---- | ----------------- |
| 1    | Nicole Hassler    |
| 2    | Micheline Joubert |
| 3    | Geneviève Burdel  |

### Danse sur glace
| Rang | Nom                                          |
| ---- | -------------------------------------------- |
| 1    | Armelle Flichy / Pierre Brun                 |
| 2    | Ghislaine Bertrand-Houdas / Francis Gamichon |
| 3    | Brigitte Martin / Daniel Georget             |

## Sources
- Le livre d'or du patinage d'Alain Billouin, édition Solar, 1999
- (en) « 1963 FRENCH CHAMPIONSHIPS », sur usfsa.xmlmanager.qg.com